# Саотомска добра
Добра је валута која се користи у афричкој држави Сао Томе и Принципе.
Прво издање новчаница ове валуте је било 1976. године. Новчанице које су тренутно у оптицају су из 1996. године и то у вредностима од: 50.000, 20.000, 10.000, 5.000.
Гвоздени новац је у апоенима од 2000, 1000, 500, 250, 100, 50, 20, 10, 5, 2,5, 1 добре и 50 центима. 